# Lochwyzja
Lochwyzja (ukrainisch Лохвиця; russisch Лохвица Lochwiza, polnisch Łochwica) ist eine Stadt in der zentralukrainischen Oblast Poltawa. Sie liegt an dem Fluss Lochwyzja (Лохвиця), welcher kurz unterhalb der Stadt in die Sula mündet. Lochwyzja war bis Juli 2020 der Verwaltungssitz des gleichnamigen Rajons Lochwyzja.

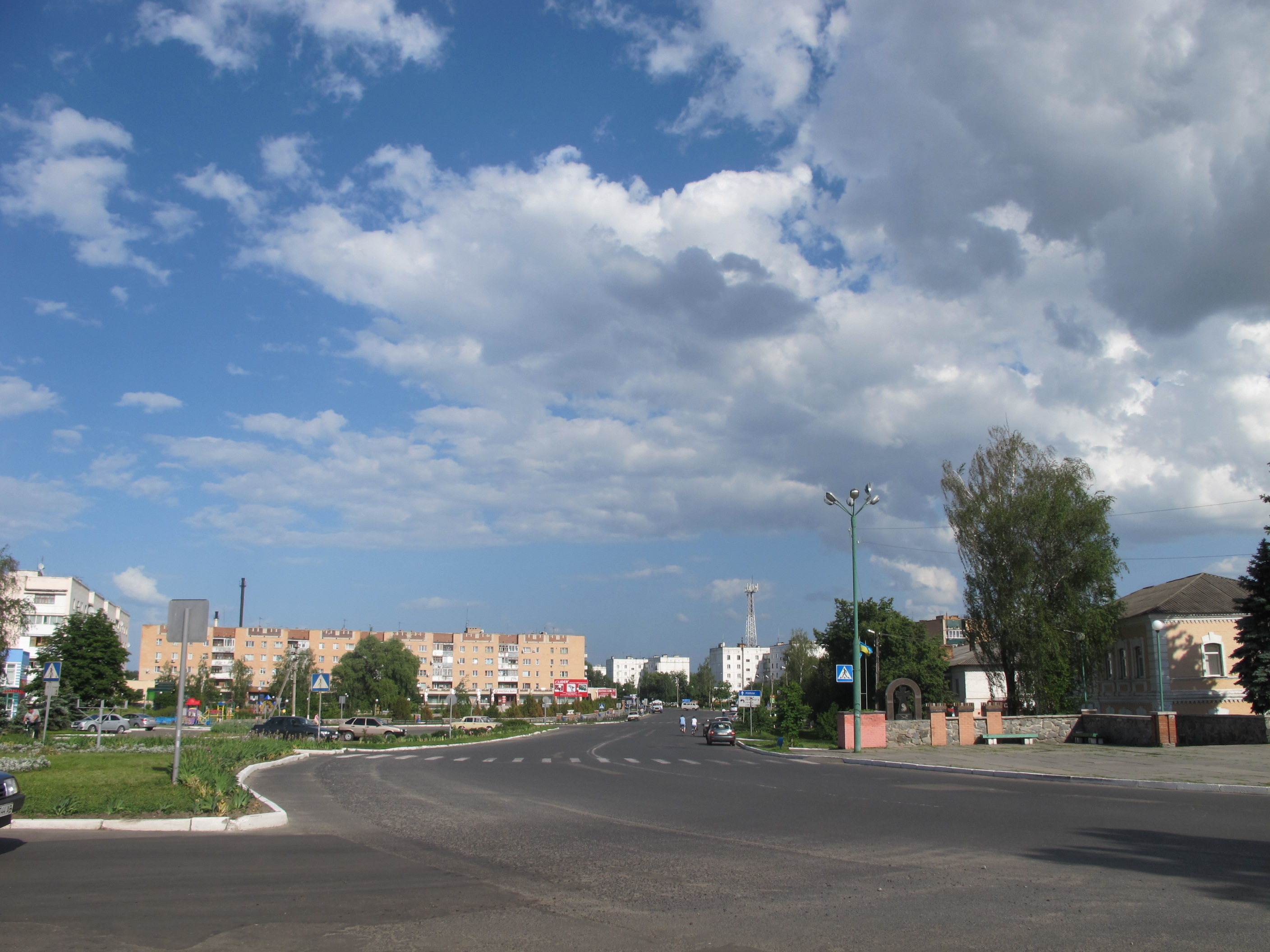
Blick in den Ort

Der Name des Ortes leitet sich von dem Fluss ab, der wiederum auf das altslawische Wort lochwe (Lachs) zurückzuführen ist.

## Geschichte
An der Stelle der heutigen Stadt bestand bereits zur Zeit der Kiewer Rus eine Wehranlage gleichen Namens, die Teil der Kette von Befestigungsanlagen am Fluss Sula war. Als Ortschaft wird Lochwyzja dagegen erstmals 1320 urkundlich erwähnt. Zu polnischer Zeit gehörte sie zu den Besitzungen des Magnaten Wischnewsky. 1638 wohnten in dem Ort 3325 Einwohner, wobei 35 Mühlräder in Betrieb waren. 1644 erhielt Lochwyzja das Magdeburger Stadtrecht und ein Wappen. Seit dem 17. Jahrhundert bzw. frühen 18. Jahrhundert siedelten Juden in der Stadt, die zeitweise mehr als ein Viertel der Bevölkerung stellten. Im Jahr 1781 erhielt Lochwyzja erneut Stadtrechte. Bei der Volkszählung 1897 hatte die Stadt 8911 Einwohner. Die größten ethnischen Bevölkerungsgruppen waren damals Ukrainer (68,13 %), Juden (27,66 %) und Russen (3,74 %.) Im Jahr 1904 erbaute der bedeutende ukrainische Architekt Wasy Krytschewskyj in der Stadt ein Haus des Volkes (Theater).

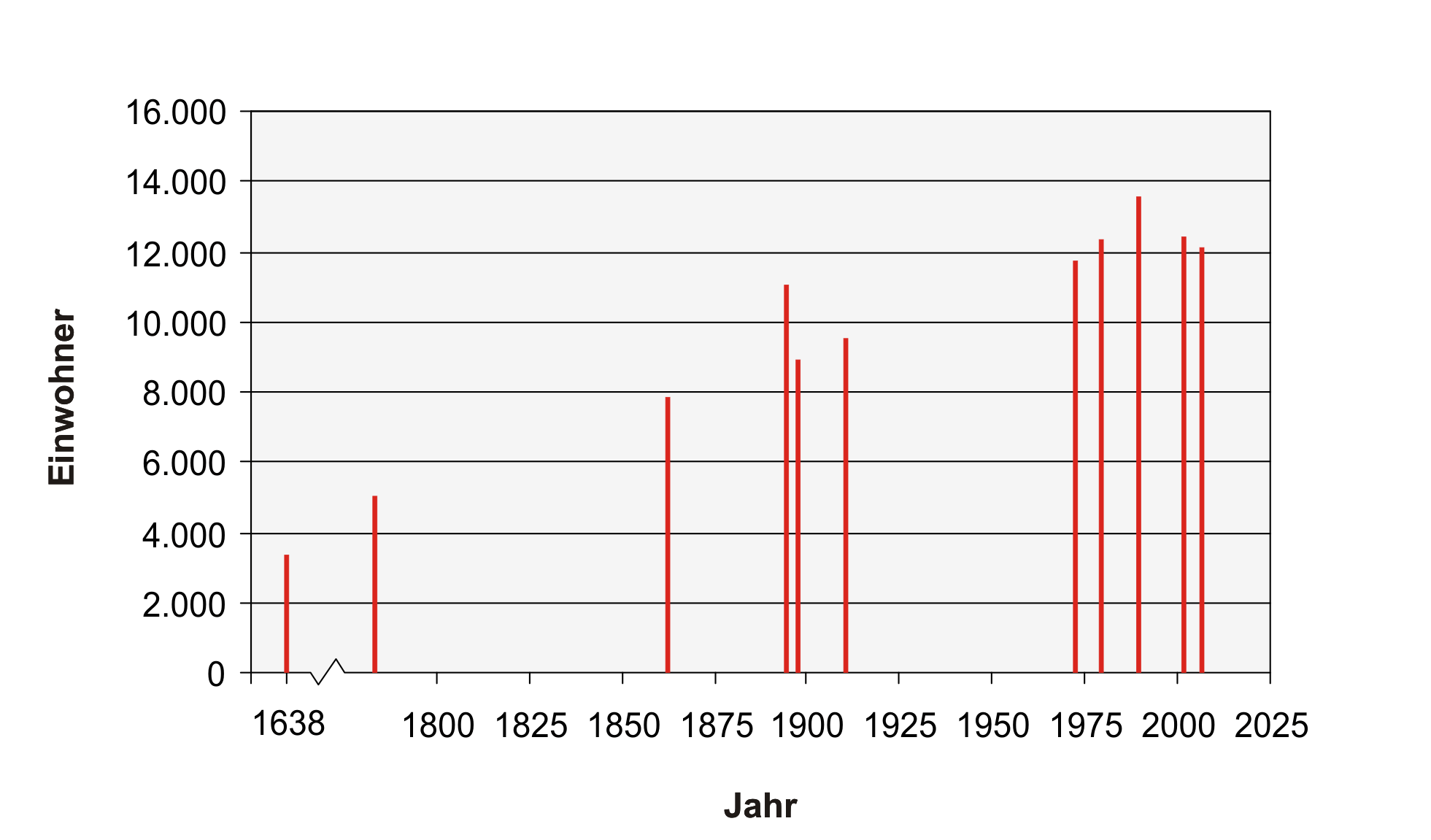
Einwohnerentwicklung

Im Lauf des 20. Jahrhunderts verlor die Stadt jedoch wirtschaftlich an Bedeutung. Dies hing u. a. damit zusammen, dass Lochwyzja zwar eine eigene Eisenbahnstation besitzt, die sich aber in 12 km Entfernung auf der anderen Seite des Flusses Sula befindet. An dieser Eisenbahnlinie entstand ca. 8 km nordöstlich von Lochwyzja ab 1928 der sowjetische Industrieort Sawodske. 1941 bis 1943 war die Stadt von der deutschen Wehrmacht besetzt, welche 1942 eine Massenerschießung durchführte, bei der 287 Juden umgebracht wurden. Nach dem Zweiten Weltkrieg wuchs die Stadt nur langsam an, bis 1989 stieg die Einwohnerzahl auf 13.549. Im Zuge der Transitionskrise ist die Bevölkerungszahl in den 1990er Jahren fast um 10 % geschrumpft.

## Bildung, Wirtschaft, Verkehr

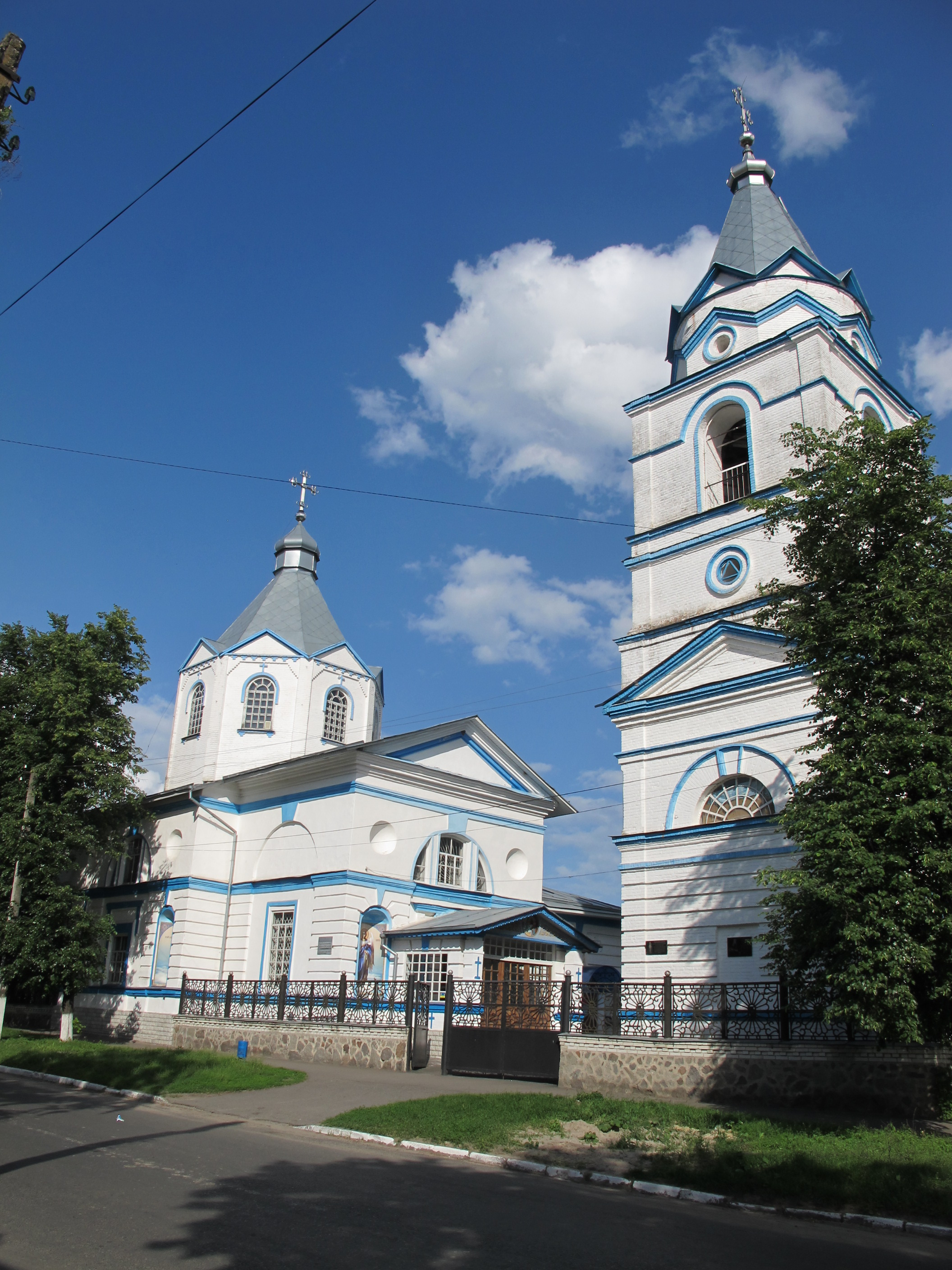
Mariä Verkündigung Kirche

Lochwyzja verfügt über eine medizinische Lehranstalt, ein Kreis- und ein Kinderkrankenhaus. Der wirtschaftliche Schwerpunkt der Stadt liegt auf der Nahrungsmittel- und Baumaterialindustrie. Der Ort liegt an der Territorial Straße T-19-07, die Pyrjatyn mit Romny verbindet. Die Eisenbahnstation Lochwyzja, die an der Linie Krementschuk-Romodan-Romny-Bachmatsch-Homel liegt, befindet sich 12 km östlich der Stadt.
In der Nähe der Stadt befinden sich die Hlynsko-Rosbyschiw-Öl- und Gasfelder. Das Öl ist von hoher Qualität, es enthält bis zu 55 % lichtes Öl und nur wenig Sulfate. Das Gas hat annähernd 70 % hochflammbare Butanfraktionen, weshalb es ein wichtiges Rohmaterial in der chemischen Industrie ist.

## Verwaltungsgliederung
Am 1. Juni 2017 wurde die Stadt zum Zentrum der neugegründeten Stadtgemeinde Lochwyzja (Лохвицька міська громада/Lochwyzka miska hromada). Zu dieser zählten auch die 4 Dörfer Chrystaniwka, Hajiwschtschyna, Krynyzja und Wassylky, bis dahin bildete sie zusammen mit dem Dorf Krynyzja die gleichnamige Stadtratsgemeinde Lochwyzja (Лохвицька міська рада/Lochwyzka miska rada) im Zentrum des Rajons Lochwyzja.
Am 25. Juni 2020 kamen noch die Dörfer Dolynka, Hamalijiwka, Hyrjawi Iskiwzi, Mlyny, Putschkiwschtschyna, Ruda, Schewtschenkowe, Sirka, Slobidka, Staryj Chutir, Stepne, Tokari, Tscherwona Balka, Tschyschi und Wessele bzw. am 12. Juni 2020 kamen noch weitere 30 in der untstehenden Tabelle aufgelistete Dörfer zum Gemeindegebiet.
Am 17. Juli 2020 kam es im Zuge einer großen Rajonsreform zum Anschluss des Rajonsgebietes an den Rajon Myrhorod.
Folgende Orte sind neben dem Hauptort Lochwyzja Teil der Gemeinde:
| Name                     | Name             | Name                                      |
| ukrainisch transkribiert | ukrainisch       | russisch                                  |
| ------------------------ | ---------------- | ----------------------------------------- |
| Archypiwka               | Архипівка        | Архиповка (Archipowka)                    |
| Bessaly                  | Безсали          | Бессаловка (Bessalowka)                   |
| Berbenyzi                | Бербениці        | Бербеницы (Berbenizy)                     |
| Bilohorilka              | Білогорілка      | Белогорилка (Belogorilka)                 |
| Charkiwzi                | Харківці         | Харьковцы (Charkowzy)                     |
| Chrystaniwka             | Христанівка      | Христановка (Christanowka)                |
| Derekiwschtschyna        | Дереківщина      | Дрюковщина (Drjukowschtschina)            |
| Dibriwne                 | Дібрівне         | Дибровное (Dibrownoje)                    |
| Dolynka                  | Долинка          | Долинка (Dolinka)                         |
| Hajiwschtschyna          | Гаївщина         | Гаевщина (Hajewschtschina)                |
| Hamalijiwka              | Гамаліївка       | Гамалеевка (Hamalejewka)                  |
| Hyrjawi Iskiwzi          | Гиряві Ісківці   | Гиряви Исковцы (Hirjawi Iskowzy)          |
| Jachnyky                 | Яхники           | Яхники (Jachniki)                         |
| Jaschnyky                | Яшники           | Ячники (Jatschniki)                       |
| Juskiwzi                 | Юсківці          | Юсковцы (Juskowzy)                        |
| Krynyzja                 | Криниця          | Криница (Kriniza)                         |
| Luka                     | Лука             | Лука                                      |
| Mechediwka               | Мехедівка        | Мехедовка (Mechedowka)                    |
| Mlyny                    | Млини            | Млыны                                     |
| Nowe                     | Нове             | Новое (Nowoje)                            |
| Oserne                   | Озерне           | Озерное (Osernoje)                        |
| Parnyzke                 | Парницьке        | Парницкое (Parnizkoje)                    |
| Pestytschewske           | Пестичевське     | Пестечевское (Pestetschewskoje)           |
| Poharschtschyna          | Погарщина        | Погарщина (Pogarschtschina)               |
| Putschkiwschtschyna      | Пучківщина       | Пучковщина (Putschkowschtschina)          |
| Romanycha                | Романиха         | Романиха (Romanicha)                      |
| Ruda                     | Руда             | Руда                                      |
| Rutschky                 | Ручки            | Ручки (Rutschki)                          |
| Ryhy                     | Риги             | Риги (Rigi)                               |
| Sapadynzi                | Западинці        | Западинцы (Sapadinzy)                     |
| Schabky                  | Жабки            | Жабки (Schabki)                           |
| Schewtschenkowe          | Шевченкове       | Шевченково (Schewtschenkowo)              |
| Schmyhli                 | Шмиглі           | Шмыгли (Schmygli)                         |
| Sirka                    | Зірка            | Зирка                                     |
| Slobidka                 | Слобідка         | Слободка (Slobodka)                       |
| Sokyrycha                | Сокириха         | Сокириха (Sokiricha)                      |
| Staryj Chutir            | Старий Хутір     | Старый Хутор (Stary Chutor)               |
| Stepne                   | Степне           | Степовое (Stepowoje)                      |
| Stepuky                  | Степуки          | Степуки (Stepuki)                         |
| Swyrydiwka               | Свиридівка       | Свиридовка (Swiridowka)                   |
| Tokari                   | Токарі           | Токари                                    |
| Tscherwona Balka         | Червона Балка    | Червоная Балка (Tscherwonaja Balka)       |
| Tscherwona Slobidka      | Червона Слобідка | Червоная Слободка (Tscherwonaja Slobodka) |
| Tschyschi                | Чижі             | Чижи (Tschischi)                          |
| Wassylky                 | Васильки         | Васильки (Wassilki)                       |
| Wenslawy                 | Венслави         | Венславы                                  |
| Wessele                  | Веселе           | Веселое (Wesseloje)                       |
| Wolja                    | Воля             | Воля                                      |
| Wyschenky                | Вишеньки         | Вишенки (Wischenki)                       |

## Persönlichkeiten
- Wirkungs- und Sterbeort des Rabbiners Shimon Moshe Diskin (1872–1930)
- Geburtsort des jiddischen Publizisten Schemarja Gorelik (1877–1942)
- Geburtsort des ukrainisch-sowjetischen und amerikanischen Historikers und Universitätsrektors Kostjantyn Schtepa (1896–1958)
- Geburtsort des sowjetischen Komponisten Isaak Ossipowitsch Dunajewski (1900–1955)
- Wirkungsort des Komponisten, Dichters und Ehrenbürgers der Stadt Anatolij Nedowintschanyj (1938–2019)[5]